# James Trafford
James Harrington Trafford (sinh ngày 10 tháng 10 năm 2002) là một cầu thủ bóng đá chuyên nghiệp người Anh hiện đang thi đấu ở vị trí thủ môn cho câu lạc bộ Manchester City tại Premier League.

## Sự nghiệp câu lạc bộ

### Manchester City
Trafford bắt đầu sự nghiệp của mình với Cockermouth và Carlisle United. Anh ký hợp đồng với Manchester City vào tháng 8 năm 2015 khi mới 12 tuổi. Tại Carlisle, anh bắt đầu ở vị trí tiền vệ nhưng đã tình nguyện trở thành thủ môn khi mới 9 tuổi.

#### Cho mượn tại Accrington Stanley
Anh được cho mượn đến Accrington Stanley vào tháng 7 năm 2021 và thời gian đó được coi là "thách thức" đối với anh do chấn thương và mất vị trí ở đội một.

#### Cho mượn tại Bolton Wanderers
Trafford gia nhập Bolton Wanderers theo dạng cho mượn vào tháng 1 năm 2022 và tạo ra tác động ngay lập tức khi lập kỷ lục bốn trận giữ sạch lưới liên tiếp tại câu lạc bộ. Anh trở lại theo dạng cho mượn trong mùa giải 2022–23 và ký hợp đồng 5 năm với Manchester City. Trafford đã phá vỡ nhiều kỷ lục giữ sạch lưới tại Bolton, bao gồm số trận giữ sạch lưới liên tiếp nhiều nhất trên sân nhà (chín trận) và số trận giữ sạch lưới nhiều nhất trong một mùa giải (26 trận). Anh tỏa sáng trong chiến thắng chung kết EFL Trophy của Bolton, giúp đội lọt vào vòng play-off và được vinh danh là Cầu thủ trẻ xuất sắc nhất năm của Bolton và Đội hình tiêu biểu của năm của PFA Team of the Year tại League One. Anh cho rằng thời gian ở Bolton đã giúp anh trưởng thành hơn.

### Quay trở lại Manchester City
Vào ngày 29 tháng 7 năm 2025, Manchester City thông báo sự trở lại của Trafford theo hợp đồng 5 năm sau khi kích hoạt điều khoản mua lại của họ và đáp ứng mức giá 31 triệu bảng Anh của Newcastle United. Phí chính thức của Trafford là 31 triệu bảng Anh và đó cũng chính là kỷ lục được trả cho một thủ môn người Anh, mặc dù City đã nhận lại 4 triệu bảng Anh do điều khoản bán lại của đội và do đó đội chỉ phải trả 27 triệu bảng Anh.

## Sự nghiệp quốc tế
Trafford đã chơi trận đấu quốc tế đầu tiên trong sự nghiệp cho U-17 Anh vào ngày 24 tháng 3 năm 2018 gặp U-20 Croatia. Trong trận đấu đó, anh đã cản phá thành công một quả phạt đền và giữ sạch lưới trong trận hòa 0–0 mặc dù Anh chỉ còn 10 người. Anh đã ra sân sáu lần cho U-17, bao gồm một lần ra sân tại Giải vô địch U-17 châu Âu 2019. Sau đó, anh tiếp tục ra sân hai lần cho U-18 Anh và một lần cho U-19 Anh.
Vào ngày 6 tháng 9 năm 2021, Trafford đã chơi trận ra mắt cho đội U-20 Anh trong chiến thắng 6–1 trước U-20 România tại Sân vận động Công viên St. George.
Vào ngày 25 tháng 5 năm 2022, Trafford lần đầu tiên được triệu tập vào đội hình U-21 Anh trước vòng loại cuối cùng của Giải vô địch U-21 châu Âu 2023. Trafford đã chơi trận ra mắt trong chiến thắng 5–0 trên sân khách trước U-21 Kosovo.
Vào ngày 14 tháng 6 năm 2023, Trafford có mặt trong đội hình tuyển Anh tham dự Giải vô địch bóng đá U21 châu Âu 2023. Anh đã không để thủng lưới bàn nào trong suốt giải đấu trong sáu trận đấu. Đây là lần đầu tiên một thủ môn làm được điều này trong lịch sử giải đấu. Tiếp theo, anh đã cản phá thành công một quả phạt đền trong thời gian bù giờ trong trận chung kết với U-21 Tây Ban Nha, qua đó giúp Anh giành chiến thắng 1–0. Tinh thần thi đấu của anh đã được huấn luyện viên đội tuyển U-21 Anh Lee Carsley khen ngợi.
Sau khi Sam Johnstone chấn thương vào tháng 3 năm 2024, Trafford lần đầu tiên được triệu tập vào đội tuyển quốc gia cho trận giao hữu với Bỉ. Anh được chọn vào đội hình sơ bộ gồm 33 thành viên của Anh tham dự UEFA Euro 2024. Vào ngày 6 tháng 6 năm 2024, anh bị loại khỏi danh sách 26 cầu thủ chính thức cho giải đấu.

## Đời tư
Năm 2025, Trafford tiết lộ rằng anh yêu thích khoảng thời gian ở Bolton Wanderers đến mức anh trở thành người hâm mộ Bolton hai năm sau khi rời câu lạc bộ.

## Thống kê sự nghiệp

### Câu lạc bộ
Tính đến 3 tháng 5 năm 2025
| Câu lạc bộ                | Mùa giải            | Giải vô địch        | Giải vô địch | Giải vô địch | Cúp quốc gia | Cúp quốc gia | Cúp Liên đoàn | Cúp Liên đoàn | Châu lục | Châu lục | Khác | Khác | Tổng cộng | Tổng cộng |
| Câu lạc bộ                | Mùa giải            | Hạng đấu            | Trận         | Bàn          | Trận         | Bàn          | Trận          | Bàn           | Trận     | Bàn      | Trận | Bàn  | Trận      | Bàn       |
| ------------------------- | ------------------- | ------------------- | ------------ | ------------ | ------------ | ------------ | ------------- | ------------- | -------- | -------- | ---- | ---- | --------- | --------- |
| Manchester City U23       | 2020–21             | —                   | —            | —            | —            | —            | —             | —             | —        | —        | 2    | 0    | 2         | 0         |
| Manchester City           | 2021–22             | Premier League      | 0            | 0            | 0            | 0            | 0             | 0             | 0        | 0        | 0    | 0    | 0         | 0         |
| Manchester City           | 2022–23             | Premier League      | 0            | 0            | 0            | 0            | 0             | 0             | 0        | 0        | 0    | 0    | 0         | 0         |
| Manchester City           | Tổng cộng           | Tổng cộng           | 0            | 0            | 0            | 0            | 0             | 0             | 0        | 0        | 0    | 0    | 0         | 0         |
| Accrington Stanley (mượn) | 2021–22             | League One          | 11           | 0            | 0            | 0            | 0             | 0             | —        | —        | 0    | 0    | 11        | 0         |
| Bolton Wanderers (mượn)   | 2021–22             | League One          | 22           | 0            | —            | —            | —             | —             | —        | —        | —    | —    | 22        | 0         |
| Bolton Wanderers (mượn)   | 2022–23             | League One          | 45           | 0            | 1            | 0            | 0             | 0             | —        | —        | 6    | 0    | 52        | 0         |
| Burnley                   | 2023–24             | Premier League      | 28           | 0            | 0            | 0            | —             | —             | —        | —        | —    | —    | 28        | 0         |
| Burnley                   | 2024–25             | Championship        | 45           | 0            | 0            | 0            | 0             | 0             | —        | —        | —    | —    | 45        | 0         |
| Burnley                   | Tổng cộng           | Tổng cộng           | 73           | 0            | 0            | 0            | 0             | 0             | 0        | 0        | 0    | 0    | 73        | 0         |
| Manchester City           | 2025–26             | Premier League      | 0            | 0            | 0            | 0            | 0             | 0             | 0        | 0        | —    | —    | 0         | 0         |
| Tổng cộng sự nghiệp       | Tổng cộng sự nghiệp | Tổng cộng sự nghiệp | 151          | 0            | 1            | 0            | 0             | 0             | 0        | 0        | 8    | 0    | 160       | 0         |

1. ↑  Bao gồm FA Cup
2. ↑  Bao gồm EFL Cup
3. ↑  Số lần ra sân tại EFL Trophy
4. ↑  Bốn lần ra sân tại EFL Trophy, hai lần ra sân tại play-off EFL League One

## Danh hiệu

### Câu lạc bộ
Bolton Wanderers
- EFL Trophy: 2022–23

### Đội tuyển quốc gia
U-21 Anh
- UEFA U-21 Euro: 2023

### Cá nhân
- Cầu thủ Bolton Wanderers xuất sắc nhất năm: 2022–23
- Đội hình UEFA U-21 Euro tiêu biểu nhất giải: 2023
- PFA Team of the Year: EFL League One 2022–23
- Cầu thủ EFL Championship xuất sắc nhất tháng: Tháng 1 năm 2025
- Đội hình EFL Championship tiêu biểu nhất mùa giải: 2024–25
- Găng tay vàng EFL Championship: 2024–25